# Henschel DH 240 B
Die Lokomotive Henschel DH 240 B ist eine zweiachsige dieselhydraulische Lokomotive die von den  Henschel-Werken gebaut wurde. Sie war für den Einsatz im Rangierdienst vorgesehen. Die Achsfolge der Henschel DH 240 B ist B. Die Lok gehört zur sogenannten Dritten Generation der Henschel-Loks. Die Loks dieser Baureihe wurden mittels Kuppelstange angetrieben.
Die Henschel DH 240 B wurde zwischen 1957 und 1965 in 60 Exemplaren gebaut. Die meisten Loks wurden in Deutschland verkauft. Das größte Auslandskontingent ging mit neun Loks an Indien. Größte Abnehmer in Deutschland waren die Dillinger Hütte und die  Verkehrsbetriebe Salzgitter mit jeweils fünf Lokomotiven.
2020 waren noch einige Lokomotiven im Einsatz, darunter eine bei der Angelner Dampfeisenbahn. Die Fabriknummer 30315 ist auf dem Gelände des ehemaligen Bahnbetriebswerks Crailsheim in Verwendung.